# NGC 3905
NGC 3905 (również PGC 36909) – galaktyka spiralna z poprzeczką (SBbc), znajdująca się w gwiazdozbiorze Pucharu. Odkrył ją Andrew Ainslie Common w 1880 roku.
W galaktyce tej zaobserwowano supernowe SN 2001E, SN 2009ds i SN 2014V.